# Фетяска (Молдова)
Фетяска (рум. Feteasca) — село в Хынчештском районе Молдавии. Наряду с селом Леушены входит в состав коммуны Леушены.

## География
Село расположено на высоте 45 метров над уровнем моря.

## Население
По данным переписи населения 2004 года, в селе Фетяска проживает 157 человек (82 мужчины, 75 женщин).
Этнический состав села:
| Национальность | Число жителей | Процентный состав |
| -------------- | ------------- | ----------------- |
| молдаване      | 157           | 100.0             |
| Всего          | 157           | 100%              |